# Kanton Neung-sur-Beuvron
Neung-sur-Beuvron is een voormalig kanton van het Franse departement Loir-et-Cher. Het kanton maakte deel uit van het arrondissement Romorantin-Lanthenay tot het op 22 maart 2015 werd opgeheven en de  gemeenten werden opgenomen in het op die dag gevormde kanton Chambord.

## Gemeenten
Het kanton Neung-sur-Beuvron omvatte de volgende gemeenten:
- Dhuizon
- La Ferté-Beauharnais
- La Ferté-Saint-Cyr
- La Marolle-en-Sologne
- Montrieux-en-Sologne
- Neung-sur-Beuvron (hoofdplaats)
- Thoury
- Villeny